# Українсько-руандійські відносини
Українсько-руандійські відносини — відносини між Україною та Республікою Руанда.
Руанда визнала незалежність України 7 травня 1993 року. Країни встановили дипломатичні відносини 8 вересня 1993 року.
Інтереси громадян України в Республіці Руанда захищало до 2024 року Посольство України в Кенії. Міністр закордонних справ Дмитро Кулеба під час візиту до Руанди в травні 2023 року анонсував відкриття у країні українського посольства. У квітні 2024 року створено посольство України в Руанді.

## Торгівля
За 2021 рік двосторонній товарообіг між Україною та Руандою склав 1 млн. 846 тис. дол. США.
За цей період експорт з України до Руанди склав 1 млн. 012 тис. дол. США, імпорт — 834 тис. дол. США.Сальдо зовнішньої торгівлі товарами було позитивним: 178 тис. дол. США.
Основними статтями експорту товарів з України до Руанди були: жири та олії тваринного або рослинного походження (46,3 % від загального експорту), алкогольні та безалкогольні напої, оцет (19,1 %), вироби з каменю, гіпсу, цементу (18,9 %), продукція борошномельно-круп'яної промисловості (11 %), м'ясо та їстівні субпродукти (3,1 %), прилади та апарати оптичні, фотографічні (1,4 %). Основою експорту послуг з України до Руанди стали послуги, пов'язані з подорожами — 253 тис. дол. США (74,2 %).
Основною статтею імпорту товарів з Руанди в Україну була: кава та чай (80,7 %). Друга позиція належала олову та виробам з нього (18,4 %).